# مارسلو پتاچی
مارسلو پتاچی (انگلیسی: Marcello Petacci; ۱ مهٔ ۱۹۱۰ – ۲۸ آوریل ۱۹۴۵) جراح و بازرگان اهل پادشاهی ایتالیا بود در آخرین روزهای جنگ جهانی دوم ، پتاچی به نزدیکی به موسولینی ، متهم شد و توانست با خانواده اش به سوئیس فرار کند ، اما پس از مدتی بازگشت به ایتالیا را انتخاب کرد. وی چند روز بعد همزمان با موسولینی و خواهرش کلارا توسط پارتیزان های کنار دریاچه کومو دستگیر و اعدام شد.